# 秋山拓也 (サッカー選手)
秋山 拓也（あきやま たくや、1994年8月26日 - ）は、愛知県豊田市出身のプロサッカー選手。Jリーグ・FC大阪所属。ポジションは、ディフェンダー（DF）。

## 来歴
愛知産業大学三河高校、大阪体育大学を経て、2017年にアルビレックス新潟シンガポールへ加入し、主力として同年の4冠達成に貢献した。
自ら製作したプレー映像を代理人を通じて複数クラブに売り込み、その中でヴァンフォーレ甲府の目に留まり、2018年より甲府へ完全移籍で加入した。
2019年より徳島ヴォルティスへ完全移籍で加入した。しかし、シーズン前の練習中に左ハムストリングス肉離れを起こし全治8週間の診断を受ける。結果的に、この年のリーグ戦出場は僅か2試合、2020年は公式戦出場0に終わり、2020年シーズン終了後に契約満了が発表された。
2021年、AC長野パルセイロへ加入した。
2022年シーズンは前年と同様に出場機会を得たが、シーズン終盤の10月8日、愛媛FC戦で負傷。右足関節靭帯損傷で全治4-5週間の診断を受け離脱した。
2023年シーズンも出場機会を得たが、11月30日、AC長野パルセイロは契約満了を発表した。その後、12月9日にFC大阪への移籍が発表された。

## 所属クラブ
- 2002年 - 2006年 豊南JFT
- 2007年 - 2009年 SC豊田
- 2010年 - 2012年 愛知産業大学三河高等学校
- 2013年 - 2016年 大阪体育大学
- 2017年  アルビレックス新潟シンガポール
- 2018年  ヴァンフォーレ甲府
- 2019年 - 2020年  徳島ヴォルティス
- 2021年 - 2023年  AC長野パルセイロ
- 2024年 -  FC大阪

## 個人成績
| 国内大会個人成績 | 国内大会個人成績 | 国内大会個人成績 | 国内大会個人成績 | 国内大会個人成績 | 国内大会個人成績 | 国内大会個人成績 | 国内大会個人成績 | 国内大会個人成績 | 国内大会個人成績 | 国内大会個人成績 | 国内大会個人成績 |
| 年度             | クラブ           | 背番号           | リーグ           | リーグ戦         | リーグ戦         | リーグ杯         | リーグ杯         | オープン杯       | オープン杯       | 期間通算         | 期間通算         |
| 年度             | クラブ           | 背番号           | リーグ           | 出場             | 得点             | 出場             | 得点             | 出場             | 得点             | 出場             | 得点             |
| シンガポール     | シンガポール     | シンガポール     | シンガポール     | リーグ戦         | リーグ戦         | リーグ杯         | リーグ杯         | シンガポール杯   | シンガポール杯   | 期間通算         | 期間通算         |
| ---------------- | ---------------- | ---------------- | ---------------- | ---------------- | ---------------- | ---------------- | ---------------- | ---------------- | ---------------- | ---------------- | ---------------- |
| 2017             | 新潟S            | 3                | Sリーグ          | 24               | 1                | 5                | 1                | 4                | 1                | 33               | 3                |
| 日本             | 日本             | 日本             | 日本             | リーグ戦         | リーグ戦         | リーグ杯         | リーグ杯         | 天皇杯           | 天皇杯           | 期間通算         | 期間通算         |
| 2018             | 甲府             | 33               | J2               | 1                | 0                | 4                | 0                | 3                | 0                | 8                | 0                |
| 2019             | 徳島             | 26               | J2               | 2                | 0                | -                | -                | 2                | 0                | 4                | 0                |
| 2020             | 徳島             | 26               | J2               | 0                | 0                | -                | -                | 0                | 0                | 0                | 0                |
| 2021             | 長野             | 3                | J3               | 10               | 0                | -                | -                | 1                | 0                | 11               | 0                |
| 2022             | 長野             | 3                | J3               | 25               | 0                | -                | -                | -                | -                | 25               | 0                |
| 2023             | 長野             | 3                | J3               | 26               | 2                | -                | -                | 1                | 0                | 27               | 2                |
| 2024             | FC大阪           | 23               | J3               | 27               | 4                | 0                | 0                | -                | -                | 27               | 4                |
| 2025             | FC大阪           | 23               | J3               |                  |                  |                  |                  |                  |                  |                  |                  |
| 通算             | 日本             | 日本             | J2               | 3                | 0                | 4                | 0                | 5                | 0                | 12               | 0                |
| 通算             | 日本             | 日本             | J3               | 88               | 6                | 0                | 0                | 2                | 0                | 90               | 6                |
| 通算             | シンガポール     | シンガポール     | Sリーグ          | 24               | 1                | 5                | 1                | 4                | 1                | 33               | 3                |
| 総通算           | 総通算           | 総通算           | 総通算           | 115              | 7                | 9                | 1                | 11               | 1                | 135              | 9                |

その他の公式戦
- 2017年
  - シンガポール・コミュニティシールド 1試合0得点

出場歴
- Jリーグ初出場 - 2018年7月4日 J2第18節 vsツエーゲン金沢（山梨中銀スタジアム）
- Jリーグ初得点 - 2021年4月15日 J3第7節 vsSC相模原（相模原ギオンスタジアム）

## タイトル

### クラブ
アルビレックス新潟シンガポール
- シンガポール・コミュニティシールド：1回（2017年）
- シンガポール・リーグカップ：1回（2017年）
- Sリーグ：1回（2017年）
- シンガポール・カップ：1回（2017年）

徳島ヴォルティス
- J2リーグ：1回（2020年）

AC長野パルセイロ
- 長野県サッカー選手権大会：2回（2021年、2023年）